# 日本人バイカル湖畔起源説
日本人バイカル湖畔起源説（にほんじんバイカルこはんきげんせつ）とは、日本人の起源がブリアートのバイカル湖あたりであるとする説である。
近年の研究では北アジア人のY染色体（主にC2系統、N系統、Q系統）と日本人のY染色体（主にO系統、D系統、C1系統）が異なることや、沖縄やチベット人の遺伝子が最も北方であるとするなど矛盾点が多く疑問視されている。

## 概略
日本人の起源に関しては、埴原和郎が骨計測の観点から日本人のルーツに関して、南アジア経由で人々（縄文人）が最初に日本に定住し、その後、かなりの数の北方モンゴロイド系の人々（弥生人）の流入が続き、それらが混血して現代の日本人が形成されたとし、特にアイヌは、北方モンゴロイド系の人々（弥生人）とはほとんど混血せずに進化した南方モンゴロイド系（縄文人）であると仮定し、それが定説となっていた。

なお、21世紀に入って、ミトコンドリアDNAやY染色体の分析にかかる知見が一段と蓄積され、日本列島のヒト集団のDNAが明らかになったこともあり異論も多い。特に、弥生時代の日本列島への流入（弥生人）の総数については当初よりかなり少ない数であった可能性が高まったということや、稲作伝播を担ったと推定されたこともあるY染色体ハプログループO1b2が日本列島のほか朝鮮半島には多く見られるものの、バイカル湖周辺の北アジアにはほとんど存在しないことから、弥生人の起源はバイカル湖周辺ではない可能性が高まっている。
ただし、日本人の遺伝子プールは弥生時代以降も断続的に大陸方面からの影響は認められ、ブリヤート人等の北方狩猟遊牧民族で多く見られるハプログループC2も日本人に5%程度見られることから、完全に否定されている訳ではない。

## Gm遺伝子からのバイカル湖畔起源説
松本秀雄（大阪医科大学名誉教授）が、抗体を形成する免疫グロブリンを決定する遺伝子（Gm遺伝子）頻度が民族ごとに固有の値となり、民族を示すマーカーとなるという仮定に基づき、東～東南アジアを中心に130の集団から約20,000人の血清資料を採集（シベリアの少数民族の血清はソ連科学アカデミーからの提供）調査した結果、日本人の起源は基本的に北アジアであり、特にシベリアのバイカル地方の可能性が高いとした説である。なお、遺伝子の決定は血清に対する抗原抗体反応によって行われた。松本はGm遺伝子から日本人の起源について以下の研究結果を出した。
1. Gm遺伝子の分布によって、モンゴロイドは、「南方系」と「北方系」に大別される。そして、日本人のほとんどは「北方系」である。南方系モンゴロイドとの混血率は低く7～8%以下である。
2. 日本人は、北海道から沖縄に至るまで、基本的に北方型の遺伝子を持ち、ことGm遺伝子に関する限り、アイヌと島嶼を除き、顕著な等質性を示した。
3. アイヌと沖縄・宮古の人々は他の日本人集団よりも北方型遺伝子の一つの頻度が高く、南方型遺伝子の一つの頻度が低い等、幾分の相違を示し、その両者は特に等質性が高い。
4. 台湾の土着の民族や約300年前に南中国から移住した人々の子孫である台湾人を調べると、典型的な南方系モンゴロイドのパターンを示しており、沖縄やアイヌの人々とは高い異質性を示している。
5. 朝鮮民族は、朝鮮半島の人々と中国の朝鮮族とは高い等質性が認められ、日本人と同じように北方系モンゴロイドに属するGm遺伝子パターンを持つが、日本人以上に南方遺伝子の頻度が高く、日本人との異質性が存在することから、当初は日本民族と非常に近い遺伝子パターンを持っていたが、中国と朝鮮とのあいだの、相互移民や侵入などによって、海で隔てられた日本に比べ、北方少数民族や漢民族との混血をする機会がはるかに多く、これが民族の形成に影響したと考えられる。
6. 中国の場合は、Gm遺伝子の頻度分布に、南北方向の勾配がみとめられる。漢民族の場合は、「北方型」と「南方型」の二つの型の存在を考えないと、分布パターンの説明が難しい。

以上のような研究結果から、日本民族に高頻度に見られるGm遺伝子パターンの特徴は、バイカル湖畔のブリアートをピークとして四方に流れており、蒙古、朝鮮、日本、アイヌ、チベット、イヌイットに高頻度で、その源流はバイカル地方とするのが妥当であると推定した。
これに対し名古屋大学理学部の吉田茂生は2007年に書評の中で、調査結果からは日本人とブリヤートの遺伝子構成が非常に近いことがわかるだけで、両者の共通祖先が他の所にいた可能性等もあり、日本人の起源がバイカル地方にあるとは言えないと主張している。
東京大学理学部の尾本恵市と国立遺伝学研究所の斎藤成也は共同論文の中で、すべての日本人の故郷をバイカル湖畔とする松本の説は、埴原を含め、日本の人類学者らの強い反論に合い、我々もまた、人類の個体群の起源についての判断は単独ではなく多くの遺伝子座の情報に基づくべきであると信じる、と述べている。
しかし同時に松本と同じく埴原の原日本人（アイヌを含む縄文人）の南方起源説には賛成しかねると述べている。
また、松本の研究では「日本人と韓国・中国人との異質性」や「北海道から沖縄に至るまで日本人の等質性」を示している（松本1992）が、斉藤と尾本の共同研究による系統図では「本土日本人はアイヌや沖縄県人、チベットと近く、韓国人、また中国人とは離れている」という研究結果を出している。
ペンシルベニア州立大学のRoychoudhuryと根井正利は、Gmがモンゴロイドを分けるために有意な役割を果たすと述べる一方、フェニルケトン尿症遺伝子の分布が松本の仮説を支持するように見えるが、この見方は、中国の北部と南部のより広い地域で大々的な標本調査が行われない限り受け入れ難く、また、単独の遺伝子座による情報は個体群の違いに歪んだ見方を与え得ることに注意すべきである、と述べている。

### 日本人の北方起源を提唱
松本は上記の研究結果とともに、下記の他の研究者の研究結果等も自身の研究結果と一致している点を根拠に、埴原の「原日本人の南方起源」とする点を中心に異論を唱え、「日本人集団は基本的に北方モンゴロイドに属する」としている（松本2009）。
- 徳永勝士は、20のモンゴロイド集団が、HLAをベースとした系統樹分析によって、（北と南の）2つの大きなグループに分けられることを認めて日本人が北方のグループに属することを示し、自身のGm遺伝子の研究結果と一致すること。
- 根井正利が系統樹分析で、3つの日本集団（アイヌ、本土日本人、沖縄人）全てが、北方アジア起源である研究結果を出し、埴原の二重構造モデルを否定するとともに、日本人のベースが北東モンゴロイドであることを示しており、自身の研究結果と一致していること。
- 篠田謙一や田中雅嗣らによるミトコンドリアDNAによる研究結果でも縄文人も基本的に北方起源であり、ブリヤートの人々と共通因子があるとしており、その点に関して自身の研究結果と一致していること。ただし、松本は南方系との混血率は自身の研究結果と相違があると述べている。
- Scienceに発表された論文[5]によると、17のアジア人集団を常染色体のDNAマーカー約640,000の多型分析をした結果、アジア集団が北から南へ位置を変えるに連れて、北方系と南方系の割合が、その緯度の違いで、明確に変化することを示し、加えて、日本人は均質であり、北方の系統をより高い割合でもつことを示しており、自身の研究結果と一致していること。

## 考古学からのバイカル湖畔起源説
考古学の加藤晋平は著書『日本人はどこから来たか』（岩波新書）の中で「（1万2千年前～1万3千年前）に東日本を覆ったクサビ型細石核をもつ細石刃文化を担った人類集団の技術伝統は、バイカル湖周辺から拡散してきたものである。」とする。細石刃は革新的技術であり、各地で自然発生したとは考えにくく、バイカル湖近辺から、日本地域へ人の移動とともに技術が広がったと推測している。加藤はこの考古学からの仮説と松本秀夫の研究が全く同じ結果を示したことから「恐ろしいほどの一致といわざるを得ない。」と述べている。
しかし、細石刃文化が北方だけにあったかと言うとそうではない。
インドネシアのフローレス島にいたフローレス人が二万年前に細石刃を使っていたし、中国南部に華南型細石刃があり、沿海州の細石刃の始まりより早かった可能性がある。

## 放送番組
- 日本人 はるかな旅 - 2001年放映のNHKスペシャル。第1回で、ブリヤート人と縄文人の遺伝的・考古学的類似を取り上げた[6]。